# Сус — Масса
Сус — Масса (араб. سوس ماسة‎, бербер. ⵙⵓⵙⵙ-ⵎⴰⵙⵙⴰ / Suss-Massa) — область в Марокко. Площадь — 51 642 км². Численность населения — 2 676 847 чел. (перепись 2014 года). Административный центр — город Агадир.

## География
Граничит с областями Марракеш — Сафи на севере, Драа — Тафилалет на северо-востоке и Гулимин — Уэд-Нун на юго-западе. Также граничит с алжирскими вилайетом Тиндуф на юго-востоке. На западе выходит к Атлантическому океану. Значительная часть побережья находится под защитой национального парка Сус-Масса. Большую часть области занимает горный хребет Антиатлас. На севере области, в долине между Антиатласом и Высоким Атласом, протекает река Сус. В устье реки Сус расположена столица области Агадир.  На северо-востоке находится национальный парк Тубкаль.

## История
Область Сус — Масса была образована в ходе административной реформы в сентябре 2015 года, объединив в себе префектуры Агадир-Ида-Утанан, Инезган-Айт-Меллуль, провинции Штука-Айт-Баха, Тарудант, Тизнит (область Сус-Масса-Драа) и Тата (область Гулимин-Эс-Смара). Своё название область получила по рекам Сус и Масса.

## Политика
14 сентября 2015 года первым президентом областного совета был избран Брахим Хафиди. Ранее он возглавлял областной совет Сус-Масса-Драа.

## Административное деление
- Префектура Агадир-Ида-Утанан
- Префектура Инезган-Айт-Меллуль
- Провинция Тарудант
- Провинция Тата
- Провинция Тизнит
- Провинция Штука-Айт-Баха

## Экономика
В бассейнах рек Сус и Масса на северо-западе области главной экономической деятельностью является сельское хозяйство. На этой же территории сосредоточены и производства, связанные с переработкой сельскохозяйственной продукции и морепродуктов. Агадир — важный рыбный и туристический порт. Тизнит известен своими традиционными серебряными изделиями.

### Транспорт
Автомагистраль A7 соединяет Агадир с Марракешем и Касабланкой. Главной дорогой с севера на юг является Национальная дорога 1, в то время как Национальной дорогой 10, проложенная с востока на запад в долине реки Сус, связывает Агадир с Тарудантом и Варзазатом. В Агадире находятся важный марокканский порт и международный аэропорт Аль-Массира.